# 뷔윅 메지디예 모스크
뷔윅 메지디예 모스크(튀르키예어: Büyük Mecidiye Camii 뷔윅 메지디예 자미[*])는 터키 이스탄불 베식타시 오르타쾨이에 위치한 모스크이다. 단순히 오르타쾨이 모스크(Ortaköy Camii)라고도 한다.